# Cambes (Lot)
Cambes ist eine französische Gemeinde mit 347 Einwohnern (Stand 1. Januar 2022) im Département Lot in der Region Okzitanien (vor 2016: Midi-Pyrénées). Die Gemeinde gehört zum Arrondissement Figeac und zum Kanton Figeac-1.
Der heutige Name der Gemeinde leitet sich laut Cassagne vom gallischen cambo (deutsch Kurve) ab.
Die Einwohner werden Cambois und Camboises genannt.

## Geographie
Cambes liegt circa acht Kilometer westlich von Figeac in dessen Einzugsbereich (Aire urbaine) in der historischen Provinz Quercy.
Das Gebiet der Gemeinde liegt im Regionalen Naturpark Causses du Quercy.
Umgeben wird Cambes von den sechs Nachbargemeinden:
|      | Reyrevignes                                 | Fons             |
| Corn | Kompassrose, die auf Nachbargemeinden zeigt | Lissac-et-Mouret |
|      | Boussac                                     | Camboulit        |

Der Ruisseau des Bormes durchquert das Gebiet der Gemeinde, bevor er in der Nähe des Weilers Le Pournel die Oberfläche verlässt.

## Einwohnerentwicklung
Nach Beginn der Aufzeichnungen stieg die Einwohnerzahl zu Beginn des 19. Jahrhunderts auf einen Höchststand von rund 420. In der Folgezeit sank die Größe der Gemeinde bei kurzen Erholungsphasen bis zu den 1940er Jahren auf rund 215 Einwohner, bevor sich eine Wachstumsphase einstellte, die bei kurzer Stagnierungsphase in den 1970er Jahren bis heute noch anhält.
| Jahr      | 1962 | 1968 | 1975 | 1982 | 1990 | 1999 | 2006 | 2011 | 2022 |
| --------- | ---- | ---- | ---- | ---- | ---- | ---- | ---- | ---- | ---- |
| Einwohner | 253  | 247  | 194  | 229  | 258  | 286  | 349  | 319  | 347  |

## Sehenswürdigkeiten

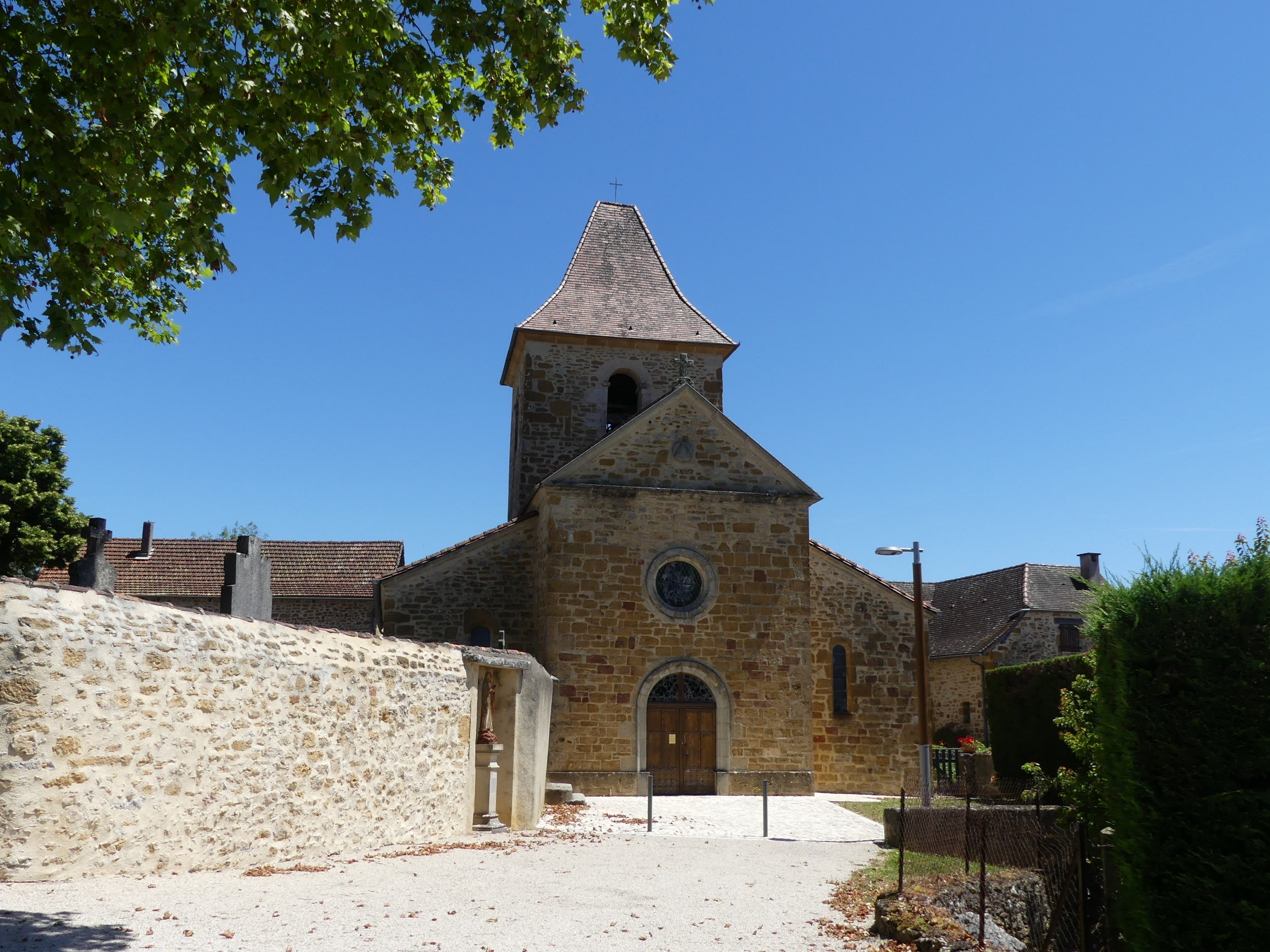
Pfarrkirche Saint-Maurice

### PfarrkircheSaint-Maurice
Die Pfarrgemeinde wurde im Jahre 1146 als Besitz der Abtei von Figeac erwähnt. Der Großteil der heutigen Kirche stammt zweifellos aus dem späten 12. oder frühen 13. Jahrhundert. Zwei Seitenkapellen sind am Ende des 15. oder zu Beginn des 16. Jahrhunderts beiderseits des Jochs des Langhauses hinzugekommen, das sich an den Chor anschließt. Im 19. Jahrhundert wurden diese Seitenkapellen um ein Joch verlängert, so dass diese zu Seitenschiffen umgewandelt wurden. Wie die Jahreszahlen der Schlusssteine der Gewölbe belegen, erfolgte dies im Jahre 1842 bei der südlichen, im Jahre 1848 bei der nördlichen Kapelle. Im gleichen Zeitraum wurde die Westfassade nach dem Geschmack der Zeit im klassizistischen Stil umgebaut und der oberste Teil des Glockenturms saniert.
Das Langhaus der Kirche ist einschiffig und besitzt eine Länge von drei Jochen und wird mit einer flachen Apsis abgeschlossen. In der östlichen Wand der Apsis ist außen unter dem heutigen Fenster der untere Teil des ursprünglichen und heute zugemauerten, in der Längsachse befindlichen Fenster zu erkennen. Langhaus und Chor sind mit einem Tonnengewölbe, die beiden Seitenkapellen sind mit Kreuzrippengewölben versehen. Der Glockenturm erhebt sich über dem Joch, das sich an den Chor anschließt. Die Nord- und Südwand werden im Inneren durch drei Blendarkaden belebt. Die Kapitelle des Hauptschiffs sind mit einer schlichten Verzierung in Form von stilisierten Blättern ausgestaltet. Die Kämpfer in den Seitenkapellen sind mit menschlichen Köpfen verziert. Ihre Schlusssteine tragen eine segnende Hand oder vier Köpfe, die ein Kreuz bilden.

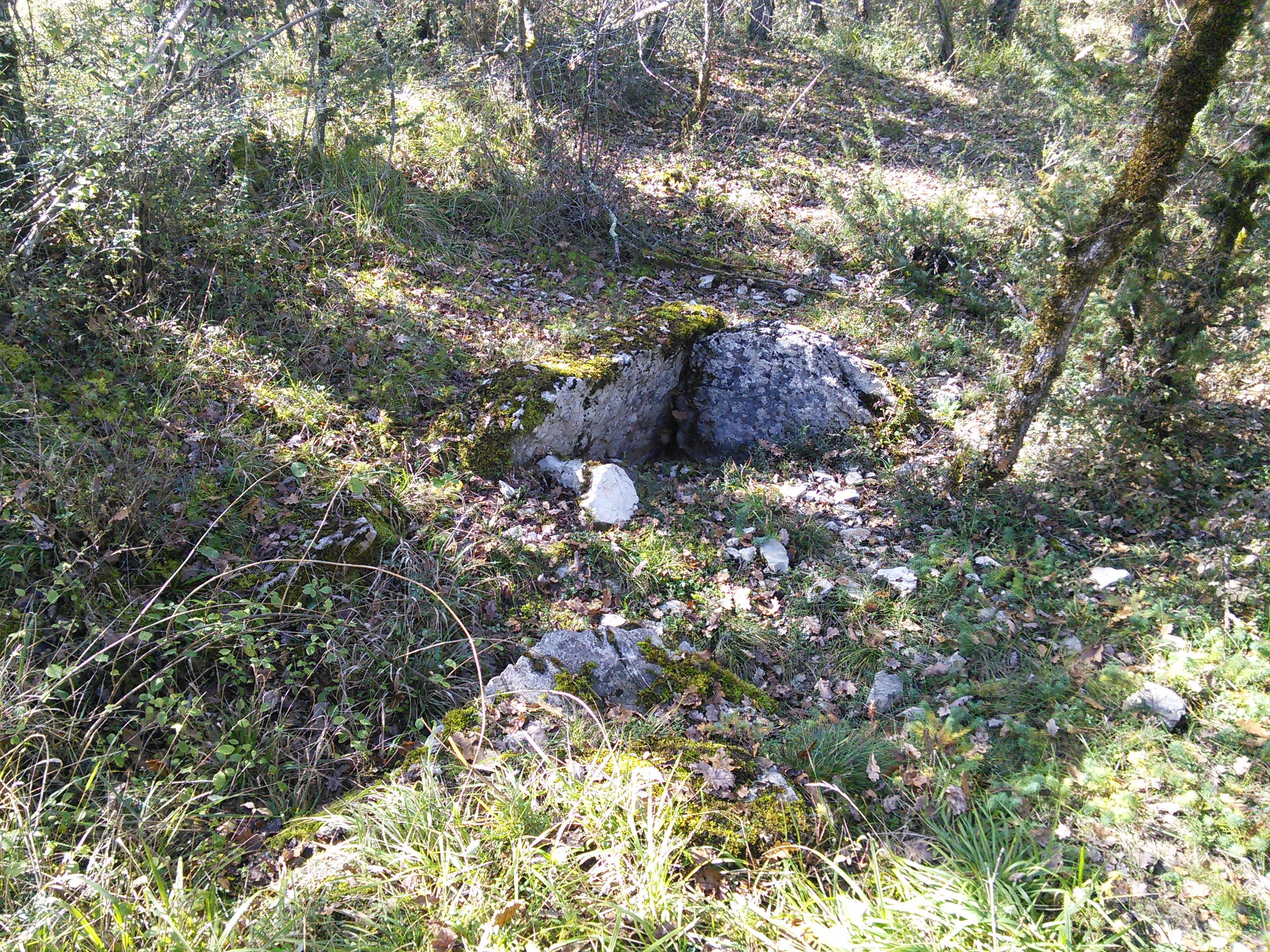
Dolmen Pierre Levée

### DolmenPierre Levée
Es handelt sich um einen Megalith aus der Jungsteinzeit, der sich durch seine Ausmaße, seine architekturalen Elemente und deren gute Erhaltungszustände auszeichnet. Von der Grabkammer ist nur der hintere Felsblock und der linke Tragstein sichtbar. Der Dolmen fügt sich in ein Hügelgrab ein, das mit seinen 2,50 Metern Höhe und 24 Metern Durchmesser selten anzutreffende Ausmaße besitzt. Die archäologische Stätte befindet sich auf Privatgrund und ist seit dem 29. Februar 2012 als Monument historique eingetragen.

## Wirtschaft und Infrastruktur

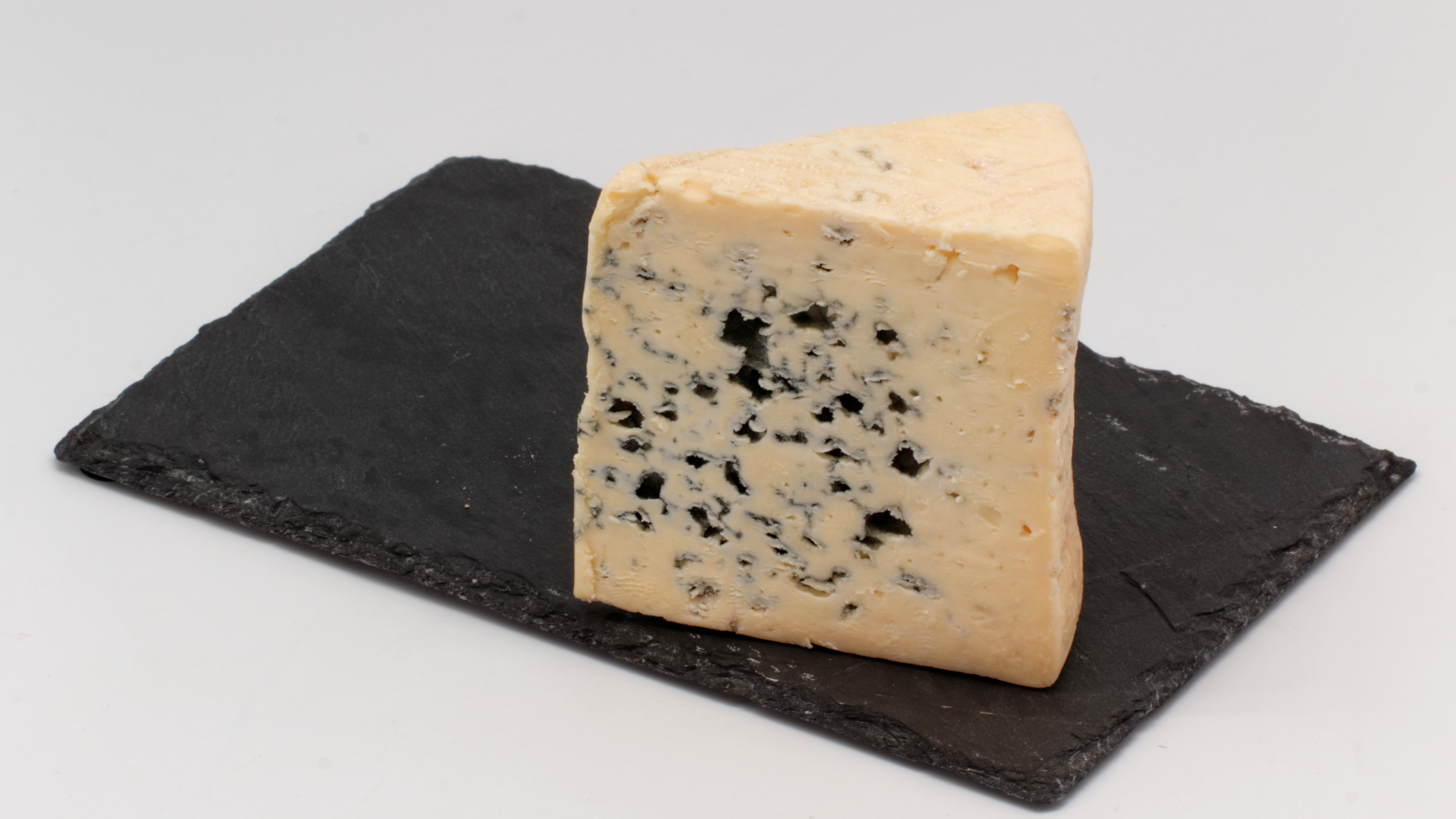
Blauschimmelkäse Bleu des Causses
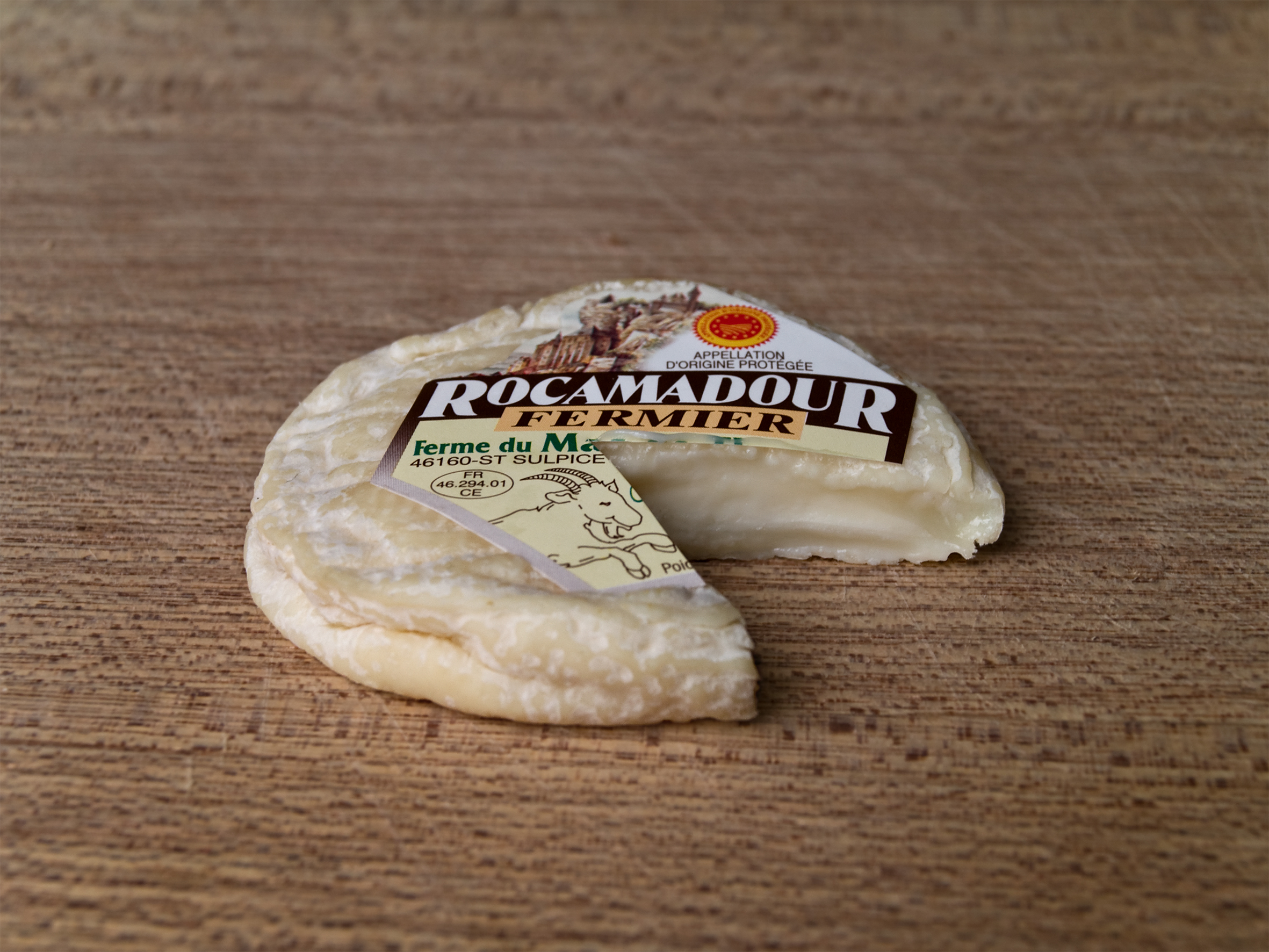
Rocamadour-Käse

Cambes liegt in den Zonen AOC des Blauschimmelkäses Bleu des Causses und des Rocamadour, eines Käses aus Ziegenmilch.

### Bildung
Die Gemeinde verfügt über eine öffentliche Vor- und Grundschule.

### Verkehr
Cambes ist erreichbar über die Routes départementales 21, 48 und 802.
Eine Linie des TER Occitanie, einer Regionalbahn der staatlichen SNCF, bedient die Strecke von Brive-la-Gaillarde nach Figeac, die das Gebiet der Gemeinde im äußersten Norden durchquert. Der frühere Haltepunkt im Weiler Le Pournel ist geschlossen. Der nächste Bahnhof befindet sich in Figeac.
Eine Buslinie der SNCF, die Rocamadour mit Figeac verbindet, hat auch eine Haltestelle im Zentrum der Gemeinde.